# Chandos Herald
Chandos Herald (fl. anni 1360-1380) è stato un poeta inglese, autore di un poema sulla vita di Edoardo il Principe Nero in Lingua anglo-normanna.
Viene chiamato così in quanto era l'araldo del signore inglese John Chandos, migliore amico del Principe Nero.

## Biografia
Il poema indica che Chandos era originario della provincia di Hainaut. Il poema venne scritto tra il 1376 e il 1387 e descrive dettagliatamente molte delle imprese del Principe nella guerra dei cent'anni, tra cui la guerra civile castigliana, la battaglia di Crécy e quella di Poitiers (anche se queste ultime due solo brevemente). Ciò ha portato a suggerire che il poema fosse originariamente inteso a lodare le imprese del principe in Spagna, ma dopo la sua morte venne esteso per coprire tutta la sua carriera militare.
Dopo la morte di John Chandos, nel 1370, Chandos Herald entrò al servizio del re, e venne nominato Re d'armi da Riccardo II alla sua incoronazione nel 1377.